# Brug 2140
Brug 2140 is een bouwkundig kunstwerk in Amsterdam Nieuw-West.
De brug is gelegen over een kom waar afwateringstochten rondom en door de Middelveldsche Akerpolder samenkomen. Er ligt hier een wijkje dat door die afwateringstochten bijna een eiland is geworden. Alle in- en uitgangen van het eiland worden verzorgd door bruggen. Brug 2140 is een brug die voor voetgangers de verbinding verzorgt tussen de wijk en de P. Hans Frankfurthersingel, een straat liggend op de dijk van de Slotervaart. Via die singel kan men via de Akersluis verder oud-Slotervaart en het dorp Sloten in.
Om vanuit de wijk op de singel te geraken moet men een behoorlijk hoogteverschil overbruggen, de Aker ligt veel lager dan het dijklichaam langs de Slotervaart. Aan het eind van de brug ligt dan ook een trap met fietsgootje. De brug wordt gedragen door een stalen constructie van funderingspalen met jukken en overspanningen. Op de jukken staan lantaarns. Het loopdek is van hout, als ook de brugleuningen. De noordelijke borstweringen vertonen overeenkomsten met andere bruggen in de Middelveldsche Akerpolder; gestapelde stenen in korven.

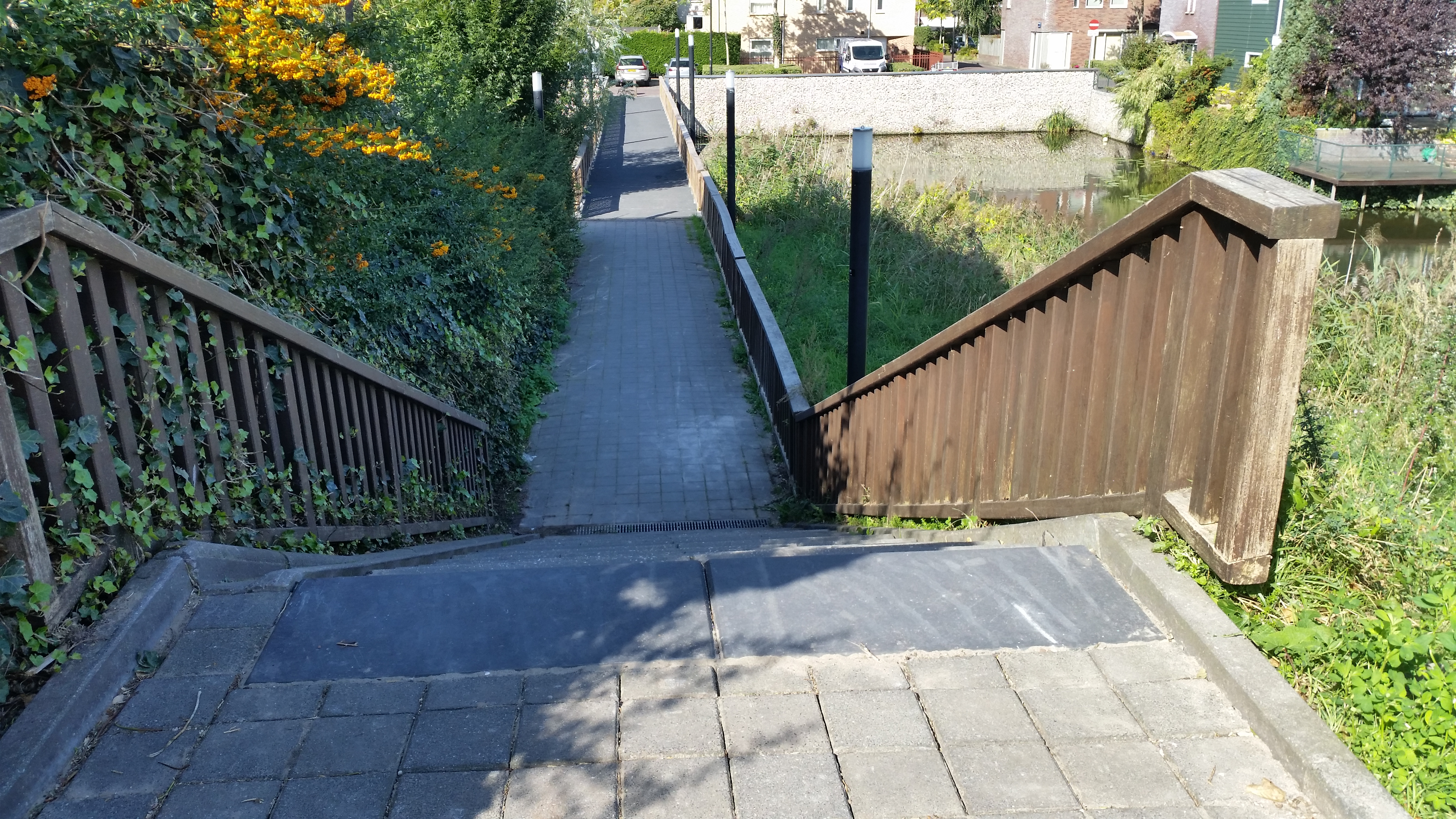
Brug 2140 vanaf de P. Hans Frankfurthersingel (september 2019)

2100 · 2102 · 2103 · 2105 · 2106 · 2107 · 2108 · 2109 · 2110 · 2111 · 2112 · 2113 · 2114 · 2115 · 2120 · 2121 · 2125 · 2127 · 2128 · 2129 · 2130 · 2131 · 2132 · 2133 · 2134 · 2135 · 2136 · 2137 · 2138 · 2139 · 2140 · 2141 · 2142 · 2143 · 2144 · 2145 · 2146 · 2147 · 2148 · 2149 · 2150 · 2151 · 2152 · 2153 · 2154 · 2155 · 2156 · 2157 · 2158 · 2159 · 2160 · 2161 · 2162 · 2163 · 2164 · 2165 · 2166 · 2167 · 2168 · 2169 · 2170 · 2171 · 2172 · 2173 · 2174 · 2175 · 2176 · 2178 · 2179 · 2180 · 2181 · 2182 · 2183 · 2184 · 2185 · 2186 · 2188 · 2189 · 2190 · 2191 · 2192 · 2193 · 2194 · 2195 · 2196 · 2197 · 2198 · 2199
Overige brugnummers zijn niet (meer) vergeven, behalve brug 2177, een verdwenen brug in Park Frankendael.